# Ernst Ferdinand Oehme
Ernst Ferdinand Oehme (Dresda, 23 aprile 1797 – Dresda, 10 aprile 1855) è stato un pittore tedesco del Romanticismo.

## Biografia

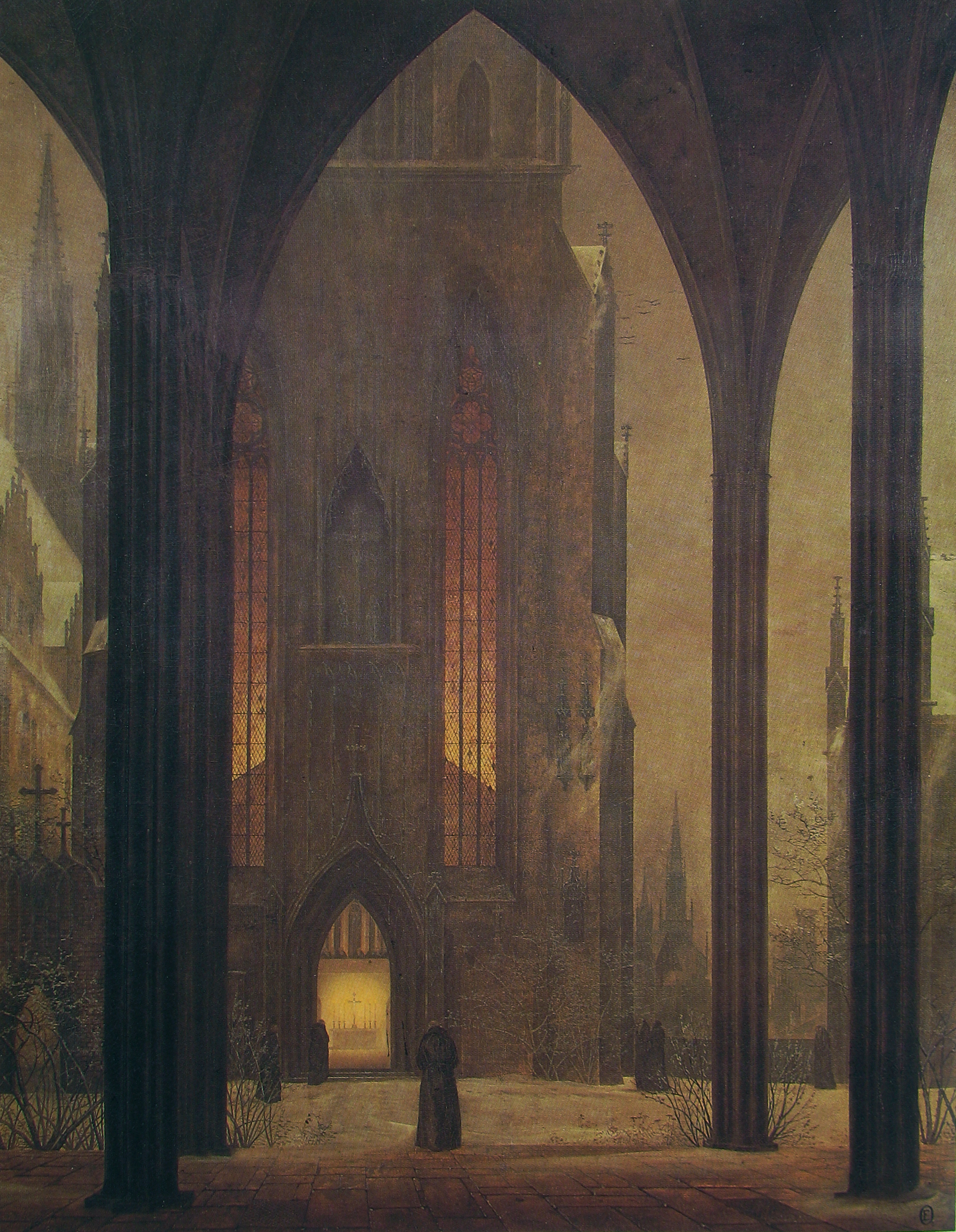
Ernst Ferdinand Oehme, Cattedrale in inverno, 1821, olio su tela, 127x100 cm. Gemäldegalerie Alte Meister, Staatliche Kunstsammlungen Dresden, Dresda, Germania

Ernst Ferdinand Oehme dipinse da autodidatta fino al 1819, anno del suo ingresso all'Accademia di Belle Arti di Dresda e grazie al pittore norvegese Johan Christian Clausen Dahl entrò in contatto con Caspar David Friedrich.
La prima mostra di Oehme si tenne nel 1821 all'Accademia, dove si fece notare con il dipinto Cattedrale in inverno, che denota l'influenza del romanticismo di Friedrich.
Con l'aiuto finanziario del principe ereditario Friedrich August II di Sassonia, che gli commissionò anche vari quadri per la propria "Galleria dei paesaggi patriottici", completò i suoi studi con un viaggio in Italia, dove rimase dal 1822 al 1825, qui ebbe modo di conoscere i Nazareni, ma non aderì alla loro poetica.
Dagli anni '30 dell'Ottocento Oehme si distaccò dalla pittura di Friedrich, dedicandosi ad una rappresentazione paesaggistica più realistica che simbolica.
Divenne insegnante nel 1842, pittore di corte nel 1846 e poco dopo membro onorario dell'Accademia.
Morì a Dresda nel 1855.

## Opere
- Cattedrale in inverno, 1821
- Nella foresta, 1822
- Notte al chiaro di luna sul Golfo di Salerno, 1827
- Castello Scharfenberg di notte, 1827
- Processione nella nebbia, 1828
- Colditz Castle, 1828
- Vista da St. Afra alla Cattedrale di Meissen, 1828-1829
- Wetterhorn, 1829
- Villa d'Este a Tivoli, 1833
- Cappella sul lago, 1837
- Veduta di Stolpen, 1840, (Museo delle Belle Arti di Lipsia)
- Cappella di montagna in inverno, 1850
- Le rovine di Kamaik in Boemia, 1852
- Paesaggio con ragazza addormentata, 1853
- Inverno a Meissen, 1854

## Galleria d'immagini

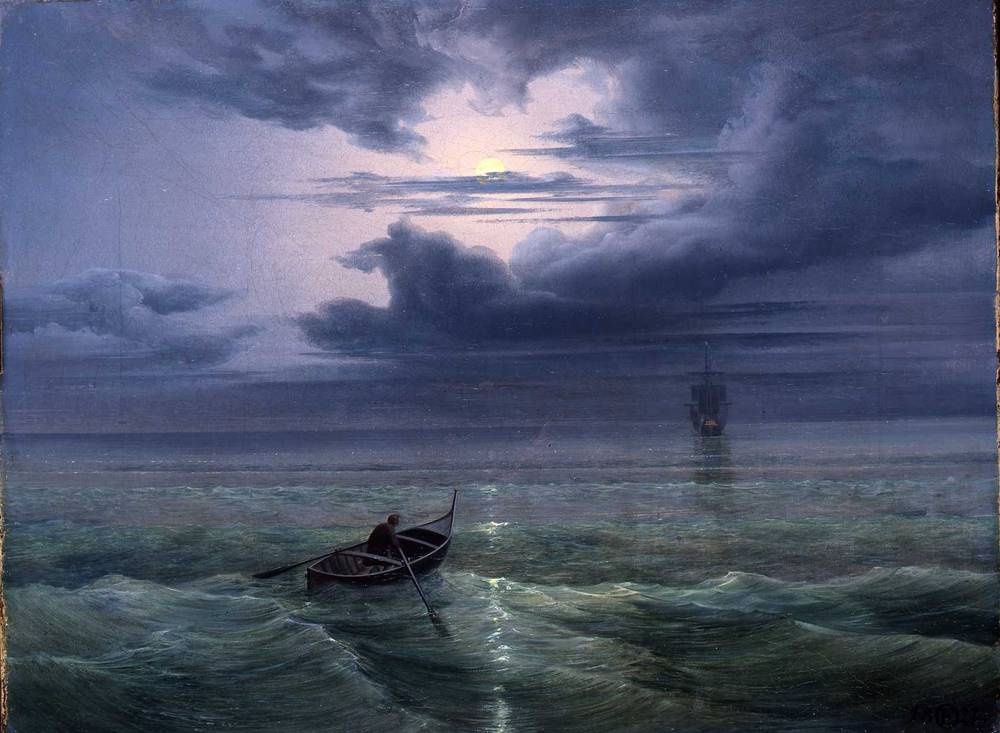
Notte al chiaro di luna sul Golfo di Salerno (1827)
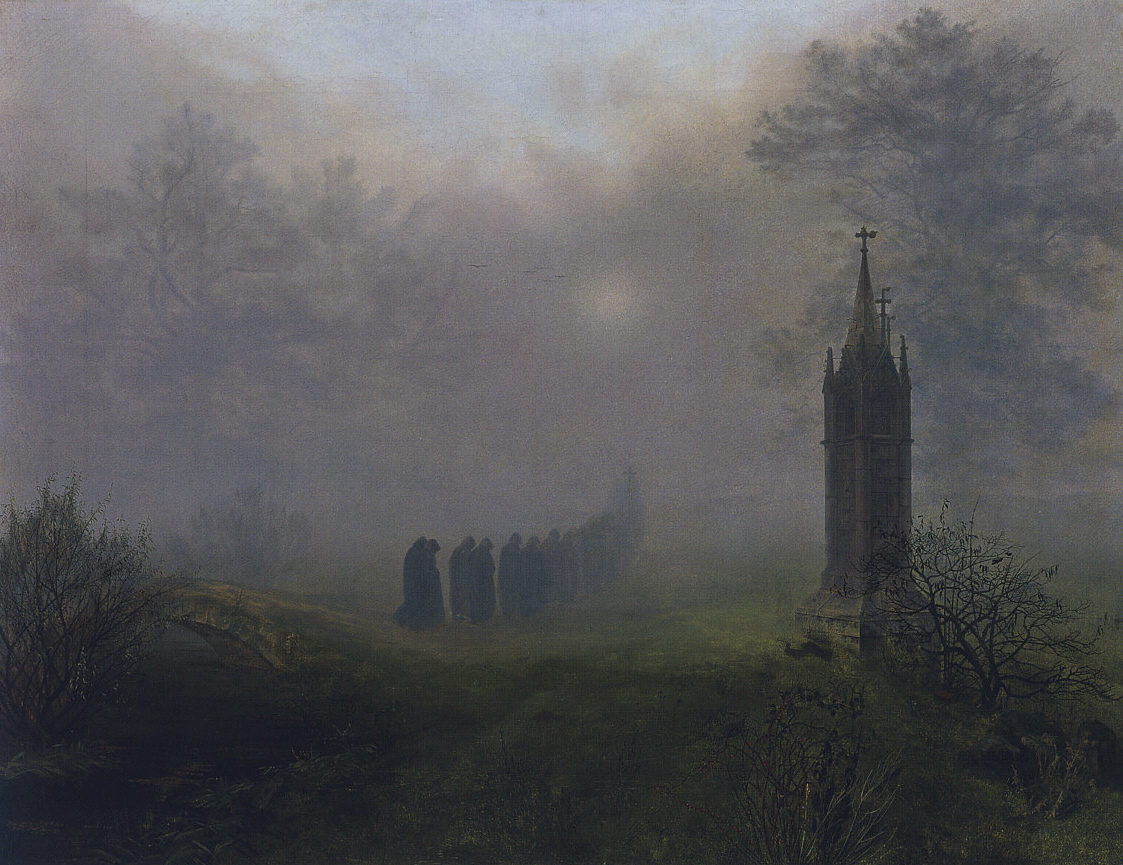
Processione nella nebbia (1828)
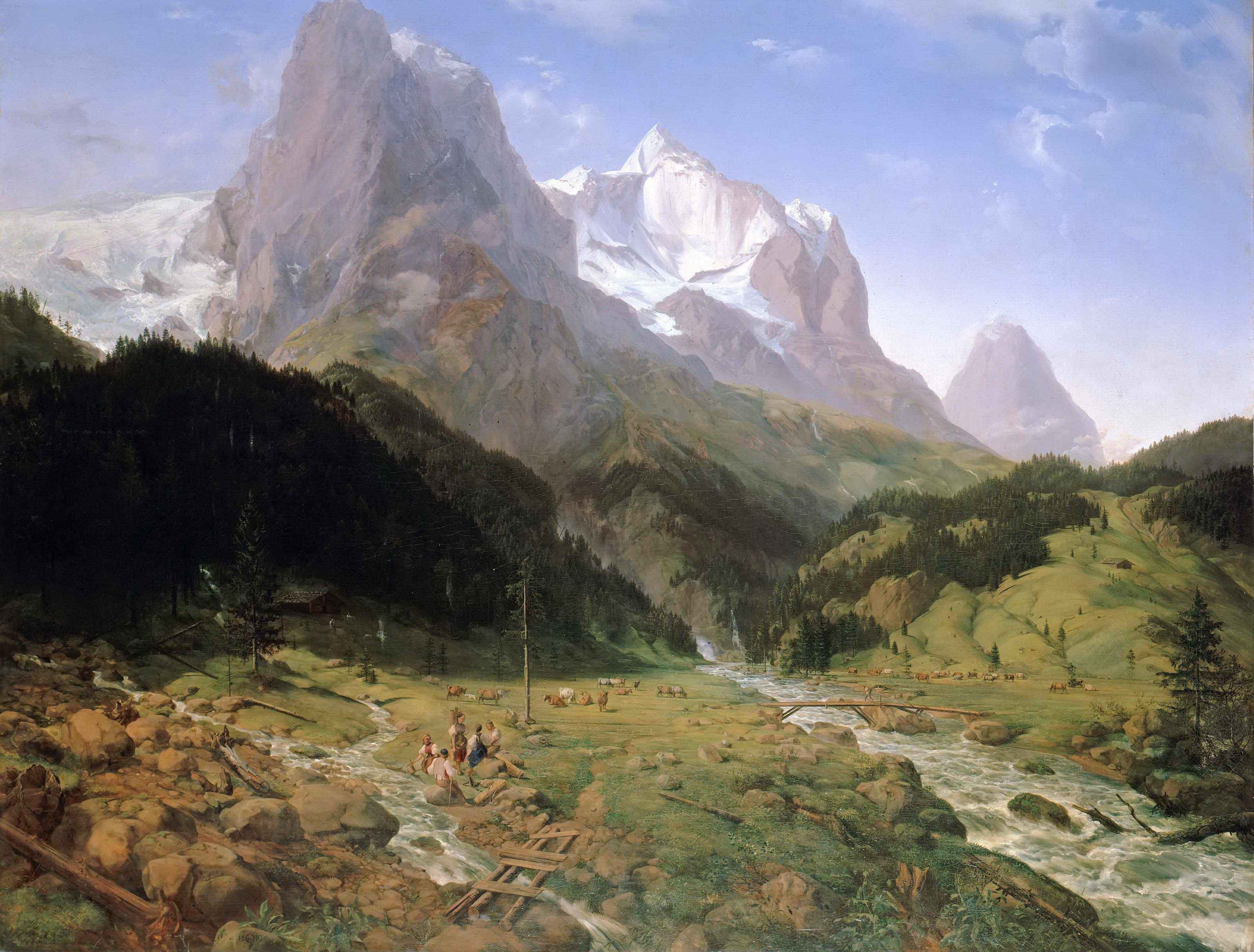
Wetterhorn (1829)
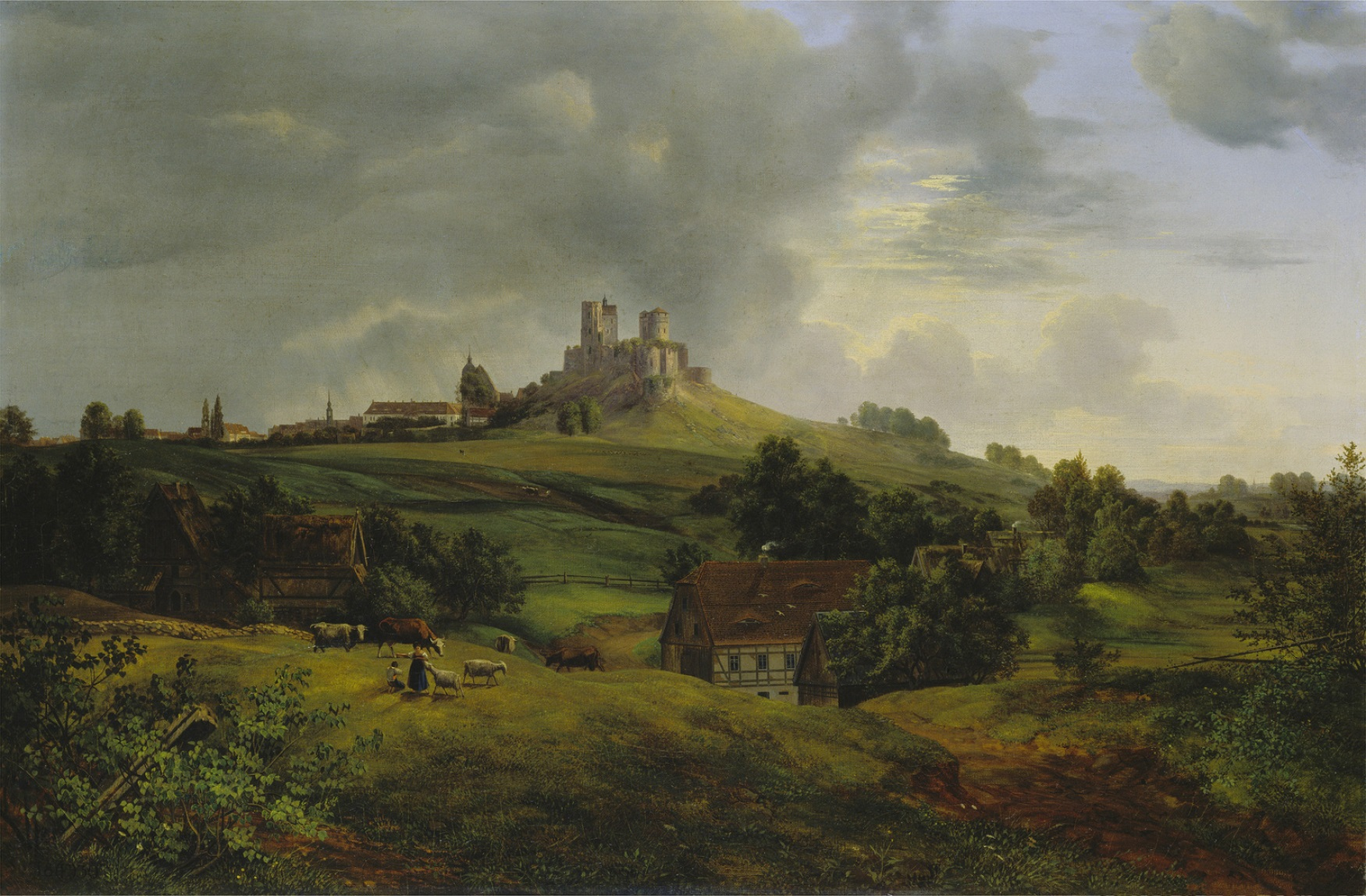
Veduta di Stolpen (1840)
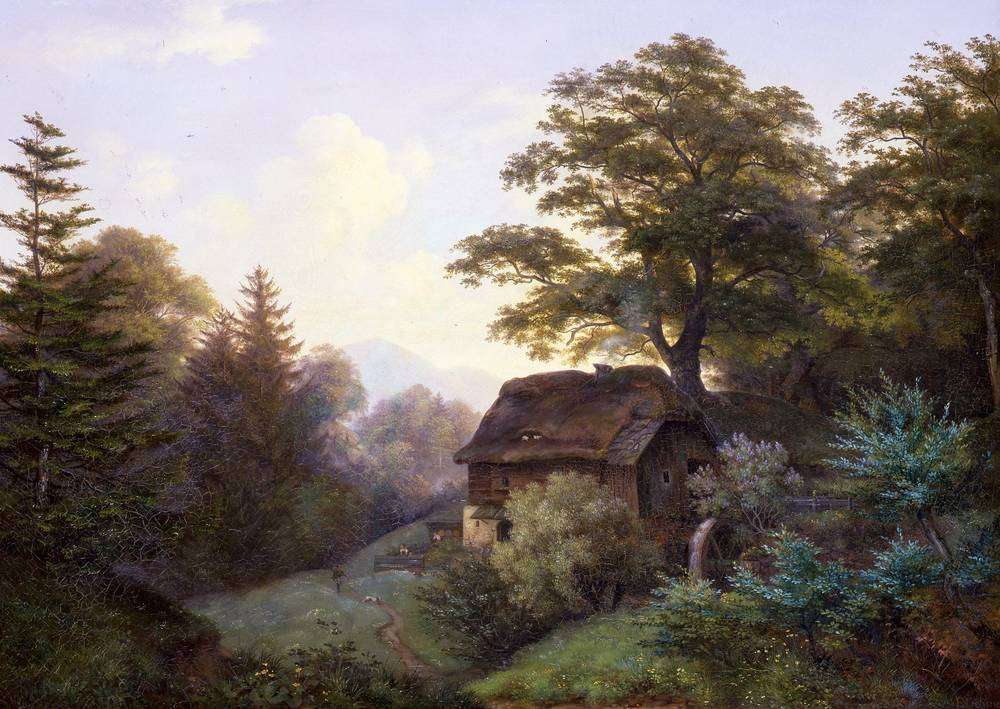
The Watermill (1844)
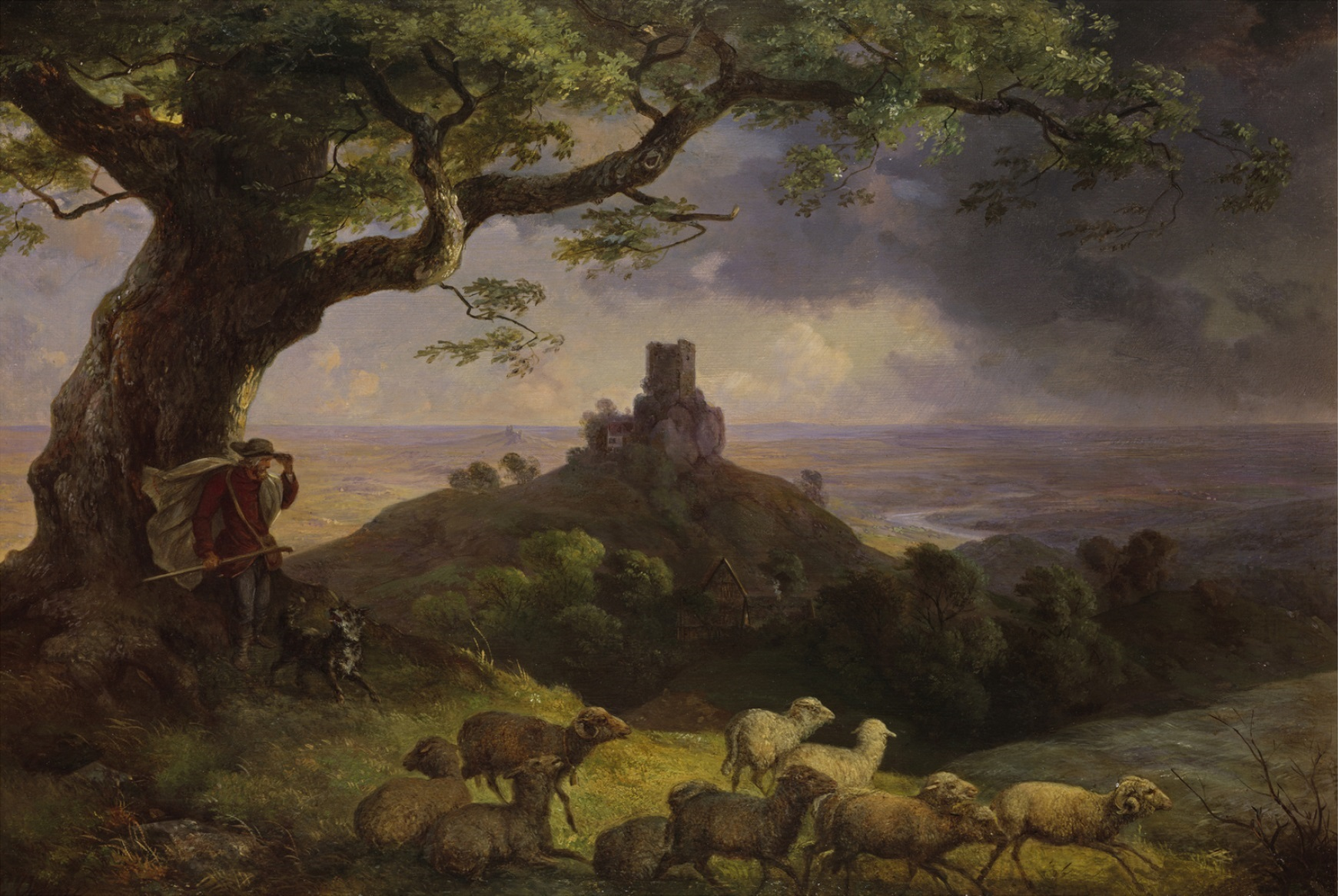
Le rovine di Kamaik in Boemia (1852)